# Gliszczyński V

Gliszczyński V

Gliszczyński VI

Gliszczyński V (Zamek-Gliszczyński) – kaszubski herb szlachecki.

## Opis herbu
Opis z wykorzystaniem zasad blazonowania, zaproponowanych przez Alfreda Znamierowskiego:
W polu czerwonym podkowa srebrna z krzyżem kawalerskim złotym na barku. Klejnot: nad hełmem w koronie ramię zbrojne wsparte na łokciu, w lewo, trzymające sztylet ostrzem w dół i lewo. Labry czerwone, podbite srebrem.
Na stronie internetowej Gliszczynskich z Niemiec można zobaczyć herb wyglądający jak przekształcenie powyższego, Pragert opisuje go jako Gliszczyński VI: W polu czerwonym podkowa srebrna na opak z krzyżem kawalerskim złotym w środku, nad którą dwa klucze srebrne skrzyżowane. Klejnot: nad hełmem w koronie ramię zbrojne wsparte na łokciu, trzymające różę czerwoną na łodydze złotej z dwoma listkami. Labry czerwone, podbite srebrem.

## Najwcześniejsze wzmianki
Herb, przytaczany przez Żernickiego (Der polnische Adel, Die polnischen Stamwappen). Wariant VI, pochodzi ze strony internetowej Gliszczynskich w Niemczech, gdzie nie jest podana żadna jego geneza czy historia.

## Rodzina Gliszczyński
Rodzina szlachecka z Gliśna Wielkiego lub Małego. W rzeczywistości Gliszczyńscy to wiele odrębnych rodów, które siedząc w jednej wsi, przyjęły takie samo nazwisko odmiejscowe. Tego konkretnie herbu używali Gliszczyńscy z przydomkiem Zamek (Samek), mający w XVIII wieku działy w Małym Gliśnie, Orlik, Główczewicach, Brzeźnie Szlacheckim i Łąkie.

## Herbowni
Gliszczyński z przydomkiem Zamek (Samek). Rodzina używająca wariantu VI zapisywana też jako Glischinski.
Istniało wiele innych gałęzi tej rodziny, używających innych herbów. Pełna lista herbów Gliszczyńskich dostępna w haśle Gliszczyński III.